# Newport Pagnell
Newport Pagnell é uma cidade e paróquia civil no município de Milton Keynes, Buckinghamshire, Inglaterra. O Escritório Nacional de Estatísticas registra Newport Pagnell como parte da área urbana de Milton Keynes.
A cidade é separada do restante da área urbana pela rodovia M1, onde está localizada a Newport Pagnell Services, o segundo posto de serviço a ser inaugurado no Reino Unido.
A cidade é mais conhecida por ter o único fabricante de velino remanescente no Reino Unido e por ser o berço original da fabricante de carros esportivos Aston Martin.